# مارثا روس
مارثا روس (بالإنجليزية: Martha Ross)‏ هي ممثلة بريطانية، ولدت في 24 مارس 1939، وتوفيت في 29 يناير 2019 في هيتشن في المملكة المتحدة.

## وصلات خارجية
- مارثا روس على موقع IMDb (الإنجليزية)
- مارثا روس على موقع قاعدة بيانات الفيلم (الإنجليزية)